# Kisnyárád
Kisnyárád là một thị trấn thuộc hạt Baranya, Hungary. Thị trấn này có diện tích 9,03 km², dân số năm 2010 là 187 người, mật độ 21 người/km².